# Trifle
Il trifle è un dolce inglese. Si tratta di un alimento a base di frutta, crema pasticcera e biscotti savoiardi o pan di spagna imbevuti di vino liquoroso come lo Sherry, che contribuisce a inumidire l'alimento. Il dolce può anche essere guarnito con panna montata e altri ingredienti. Esistono diverse varianti del dolce.

## Storia
Il termine trifle venne usato per la prima volta da Thomas Dawson nel suo libro di cucina inglese Good Houswifes Jewell, pubblicato nel 1585. In tale ricettario, tuttavia, il trifle ha molti più elementi in comune con il cosiddetto fruit fool ed è a base di crema, zenzero e acqua di rose. Nell'opera The Art of Cookery Made Plain and Easy (1747) di Hannah Glasse apparve la prima ricetta contenente la gelatina che, secondo l'autrice, doveva essere ottenuta dalle corna dei cervi rossi o dalle ossa delle zampe dei vitelli. Anni più tardi, nel 1861, anche il poeta Oliver Wendell Holmes descrisse dei trifle a base di gelatina.

## Piatti simili
- In sostituzione al tipico Sherry, il trifle può contenere altri tipi di vini e alcolici fra cui lo Sherry dolce, il Porto, il Madera o il Punsch. Le versioni analcoliche del dolce rimpiazzano tali bevande con succhi di frutta o il Ginger ale.
- Una variante popolare del dolce contiene il pan di spagna imbevuto nella gelatina alla frutta. Esistono inoltre delle varietà prive di frutta e contenenti cioccolato, caffè o vaniglia.
- In Scozia viene preparato il tipsy laird, che si distingue dal trifle in quanto preparato con il Drambuie o il Whisky.[5]
- Negli Stati Uniti meridionali viene preparata la tipsy cake, un dolce al cucchiaio contenente Brandy.[6]
- La cosiddetta Russian cake o creole trifle di New Orleans è una variante creola del trifle preparata usando pezzi di torta avanzati e rum bianco.[7]
- In Austria viene preparata la punschtorte, un dolce alla frutta ricavato dagli scarti di torte cucinate precedentemente.[8]
- La zuppa inglese, che viene preparata in Emilia-Romagna e nell'Italia centrale, è un'altra specialità non dissimile dal trifle che viene preparata usando l'Alchermes o il Rosolio.[9]